# Cap de l'Obaga de la Fenosa
El Cap de l'Obaga de la Fenosa és una muntanya de 718 metres que es troba al municipi de la Baronia de Rialb, a la comarca catalana de la Noguera.